# Al-Artawiyya
Al-Arṭāwiyya (in arabo الأرطاوية‎?) è un campo beduino (Hujra) sito sulla strada fra Riyad e il Kuwait. Considerato un luogo-chiave per l'insorgere del movimento wahhabita degli Ikhwan (lett. "Fratelli") che contribuì fortemente all'affermazione territoriale del sultano del Najd, ʿAbd al-ʿAzīz ibn Saʿūd. Questi riuscì col loro aiuto a fondare il regno dell'Arabia Saudita, riunendo alcuni piccoli Stati della Penisola arabica nell'immediato primo dopoguerra, nel XX secolo. 
La maggior parte dei residenti appartengono alla tribù dei B. Muṭayr. 
La località deve il suo nome alla presenza di una pianta arbustiva, la Salvadora Persica, che in lingua araba viene chiamata Arṭā.